# Panzerreiter (Eisenach)

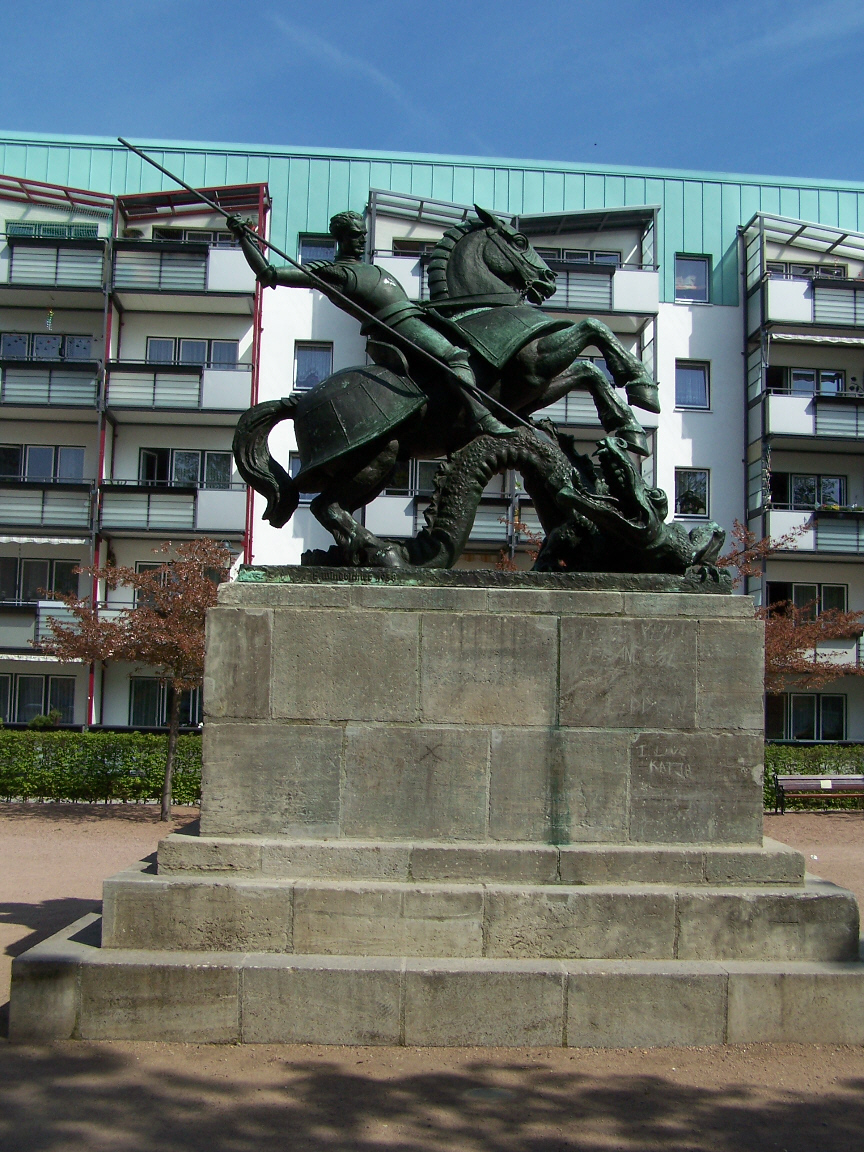
Panzerreiter Eisenach

Der Panzerreiter ist ein Reiterdenkmal auf dem Jakobsplan in Eisenach.

## Geschichte
Die Skulptur wurde 1938/39 von dem Bildhauer Erich Windbichler geschaffen und „Panzerreiter“ genannt. Es ist das bekannteste Werk Windbichlers. Die Darstellung verbindet ein damals aktuelles Ereignis mit einer Tradition der Eisenacher Stadtgeschichte. Im Jahr 1935 wurde das Panzerregiment II in Eisenach stationiert, das aus der sogenannten Einheit der „Schweren Schlesischen Reiter“ hervorgegangen war. Der Traditionsbezug ist die Legende des Drachentöters St. Georg, des Stadtpatrons von Eisenach. Das Denkmal hatte verschiedene Standorte, bevor es auf den Jakobsplan vor das Palais Bechtolsheim kam. Stand es zunächst vor dem Offizierskasino des Panzerregiments (nahe des Kreisverkehrs in der Thälmannstraße), wurde es 1945 im Zuge der alliierten Gesetzgebung als militaristisches Denkmal beseitigt. An seiner Stelle stand dann ein Thälmann-Denkmal. Der Panzerreiter wurde zwar nicht vernichtet, aber der Öffentlichkeit weitgehend entzogen. Er stand für einige Zeit in der Durchfahrt des Südflügels des Stadtschlosses. 1947 kehrte er in die Öffentlichkeit zurück und erhielt seinen jetzigen Aufstellungsort. Im Jahr 1999 wurden der Jakobsplan als Grünanlage neu gestaltet und das Denkmal restauriert. Im Jahr 2014 wurde auf Initiative des Eisenacher Geschichtsvereins eine Informationstafel am Denkmal angebracht.
Die Basis und der Sockel sind aus Stein, während die Reiterfigur und der Drache oder Lindwurm auf der Plinthe aus Eisen sind.